# WWF Junior Heavyweight Championship
O WWWF/WWF Junior Heavyweight Championship é um ex título reconhecido pela World (Wide) Wrestling Federation e a New Japan Pro Wrestling para lutadores de menor tamanho. O título existiu de 1967 ate 1985.
Em Abril 1994, o título foi usado como um troféu na primeira Super J Cup, que foi ganho por Wild Pegasus.

## Historia do Título
| # | Lutador                            | Reinados | Data                    | Dias mantidos | Localização                    | Notas |  |
| --- | ---------------------------------- | -------- | ----------------------- | ------------- | ------------------------------ | --- |  |
| 1 | Paul DeGalles                      | 1        | Setembro de 1965        | [ Note 1 ]    |                                | |  |
| 2 | Johnny De Fazio                    | 1        | 15 de outubro de 1965   | [ Note 2 ]    |                                | |  |
| 3 | Bradley Lowe                       | 1        |                         | [ Note 2 ]    |                                | |  |
| 4 | Jonny De Fazio                     | 2        |                         | [ Note 2 ]    |                                | |  |
| 5 | Jackie Nicholas                    | 2        |                         | [ Note 2 ]    | Nova Inglaterra                | |  |
| 6 | Johnny De Fazio                    | 3        |                         | [ Note 2 ]    |                                | |  |
| 7 | Jackie Nicholas                    | 3        |                         | [ Note 2 ]    |                                | |  |
| 8 | Johnny De Fazio                    | 4        |                         | [ Note 2 ]    |                                | |  |
| - | Desocupado                         | -        | 1972                    | -             | -                              | De Fazio desocupou o título 1972 no momento da aposentadoria. |  |
| 9 | Carlos Jose Estrada                | 1        | 20 de janeiro de 1978   | 3             | Uniondale, Nova York           | Derrotou o Tony Garea para restabelecer o título na WWWF. |  |
| 10 | Tatsumi Fujinami                   | 1        | 23 de janeiro de 1978   | 617           | Cidade de Nova York, Nova York | Moves to New Japan Pro Wrestling with the title. |  |
| 11 | Ryuma Go                           | 1        | 02 de outubro de 1979   | 2             | Osaka, Japão                   | |  |
| 12 | Tatsumi Fujinami                   | 2        | 04 de outubro de 1979   | 789           | Toquio, Japão                  | |  |
| - | Desocupado                         | -        | Dezembro de 1981        | -             | -                              | O Tatsumi Fujinami enterou na divisão dos peso pesado. |  |
| 13 | Tiger Mask                         | 1        | 01 de janeiro de 1982   | 125           | Toquio, Japão                  | Derrotou o Dynamite Kid para ganhar o título desocupado, então o título ficou desocupado em Abril de 1982 devido a uma lesão. |  |
| 14 | Black Tiger (original, Mark Rocco) | 1        | 06 de maio de 1982      | 20            | Fukuoka, Japão                 | Derrotou o Gran Hamada numa luta de decisão. |  |
| 15 | Tiger Mask                         | 2        | 26 de maio de 1982      | 312           | Osaka, Japão                   | |  |
| - | Desocupado                         | -        | 3 de abril de 1983      | -             | -                              | O Tiger Mask foi lesionado pelo Dynamite Kid numa luta de equipas duas noites antes. No mesmo dia Dynamite Kid e o Kuniaki Kobayashi lutou pelo título e não foi declarado vencedor.                                                |  |
| 16 | Tiger Mask                         | 3        | 13 de junho de 1983     | 60            | Cidade do México               | Derrotou o Fishman numa luta de decisão. |  |
| - | Desocupado                         | -        | 12 de agosto de 1983    | -             | -                              | Tiger Mask retirou-se. |  |
| 17 | Dynamite Kid                       | 1        | 07 de fevereiro de 1984 | 268           | Toquio, Japão                  | Venceu a final do torneio sobre The Cobra em 7 de Fevereiro de 1984, em Tóquio. Dave Boy Smith estava assistir no ringue. O título ficou desocupado em novembro de 1984, quando o British Bulldog foi para All Japan Pro Wrestling. |  |
| 18 | The Cobra                          | 1        | 28 de dezembro de 1984  | 143           | Cidade de Nova York, Nova York | Derrotou o Black Tiger numa luta de decisão. |  |
| 19 | Hiro Saito                         | 1        | 20 de maio de 1985      | 69            | Hiroshima, Japão               | |  |
| 20 | The Cobra                          | 2        | 28 de julho de 1985     | 95            | Osaka, Japão                   | |  |
| - | Desocupado                         | -        | 31 de outubro de 1985   | -             | -                              | Desocupado e abandonado quando a New Japan e a WWF separaram-se. |  |
| O Shiro Koshinaka derrotou The Cobra em 28 de junho de 1986 em Toquio para se tornar o primeiro IWGP Junior Heavyweight Champion. |                                    |          |                         |               |                                | |  |